# Fall from Grace (película)
Fall from Grace es un telefilme estadounidense de drama y biografía de 1990, dirigido por Karen Arthur, escrito por Ken Trevey y el elenco está compuesto por Bernadette Peters, Kevin Spacey, Richard Herd y Beth Grant, entre otros. Este largometraje fue producido por NBC Productions y se estrenó el 29 de abril de 1990.

## Sinopsis
En la década de 1980, el telepredicador y fundador del PTL Club, Jim Bakker, se dispone a ir más lejos con su programa, así que junto a su mujer Tammy, establecen un parque de diversiones llamado Heritage USA. Aunque, ellos estaban siendo investigados por varias situaciones escandalosas, entre ellas el fraude fiscal, y Jim va a la cárcel por eso, y además por drogar y abusar a su secretaria Jessica Hahn.